# Asplenium carvalhoanum
Asplenium carvalhoanum är en svartbräkenväxtart som beskrevs av Herrero, Aedo, Velayos och Viane. Asplenium carvalhoanum ingår i släktet Asplenium och familjen Aspleniaceae. Inga underarter finns listade.